# عبدالله نهار
عبدالله نهار (عربی: عبدالله نهار؛ زادهٔ ۳۱ مارس ۱۹۸۱) بازیکن فوتبال اهل کویت بود.
از باشگاه‌هایی که در آن بازی کرده‌است می‌توان به باشگاه فوتبال الفحیحیل کویت و باشگاه ورزشی الکویت اشاره کرد.
وی همچنین در تیم ملی فوتبال کویت بازی کرده‌است.